# أحمد سنجر
أبو الحارث معز الدين أحمد سنجر بن ملكشاه بن ألب أرسلان هو سلطان سلجوقي. هو السلطان السادس في السلالة السلجوقية واسمه أبو الحارث سنجر بن ملكشاه بن ألب أرسلان بن داود بن ميكائيل بن سَلْجُوق بن دُقَاق واسم سنجر يلفظ في لسان الترك صنجر ومعناه يطعن. كانت أمه جارية مملوكة واسمها تاج الدين خاتون السفرية جارية السلطان ملكشاه بن ألب أرسلان.
حكم السلطان السَلْجُوقي «سنجر» منذ عام 511 وحتى 552 وقد نجح بإعادة هيبة الدولة وقوة السلاجقة وبتوحيد بلادهم من جديد، لكن هذا لم يَمنع انحطاط الدولة وضعفها بسرعة بعد موته. في الأيام الأخيرة لسنجر، استعان الخليفة العباسي بخوارزم شاه للتخلص من السلاجقة، ووعده بإعطائه كافة أراضيهم إن خلصه منهم، فاكتسح الخوارزميون خراسان والمشرق، وكانت هذه نهاية نفوذ سلاجقة خراسان وكرمان والعراق، وكان حكم سلاجقة الشام قد زال قبل ذلك بمدة طويلة، أما سلاجقة الروم فقد استمروا حتى القرن الثامن الهجري ثم اكتسحهم المغول.

## مولده
اختلفوا في سنة ولادته، فقد ذكر بعضهم بأن ولادته كانت في الخامس والعشرين من شهر رجب سنة 479هـ، وكان مسقط رأسه في مدينة سنجار، إذ ولد هناك عندما كان والده السلطان ملكشاه نازلاً فيها، بعدما اجتاز ديار بني ربيعة متوجهاً إلى غزو بلاد الروم.

## سيرته
كان سنجر بن ملكشاه سلطان خراسان وغَزْنة وما وراء النهر، وخُطِبَ له بالعراقين وأذربيجان وَأَرَّان وأرمينية والشام والموصل وديار بكر وربيعة والحرمين، وضُرِبت السكة باسمه في الخافقين، وقد تولى المملكة في سنة 490هـ نيابةً عن أخيه بَرْكيَارُوْق، ثم استقل بالسلطنة في سنة 512هـ،واتخذ لنفسه لقبيّ أبيه أي مُعِز الدُّنيا والدِّين، وصار حاكماً نافذ الأمر على كُل الممالك السلجوقية.
قام بهرام شاه بإنشاء علاقات جيدة مع سلطان السلاجقة أحمد سنجر، وقد أقنعه بمحاربة أرسلان شاه. وقد دخل أحمد سنجر إلى غزنه في 25 فبراير 1117، وعين بهرام شاه حاكما على الغزنويين، وقام بإنشاء معاهدة معه. وقد نصت تلك المعاهدة على أن تُقرأ الخطبة باسم الخليفة العباسي ومن بعده السلطان محمد بن ملكشاه ومن بعهده أحمد سنجر، ومن بعدهم اسمه. بالإضافة إلى قبوله بإعطائه عطية سنوية. ولم يستطع أرسلان شاه هزيمة أحمد سنجر أثناء تركه لغزنه لمساعدة بهرام شاه له. وقُتل في سبتمبر- أكتوبر 1118. وعندما أعلن والي الهند تمرده في 1119 ذهب بهرام إليه وقتله هو و 17 ابن من أبنائه، وأعاد سيطرته على الهند. وعندما خرج بهرام من طاعته لأحمد سنجر، عاد أحمد سنجر إلى غزنه في 1135، وعلى إثر هذا هرب بهرام شاه إلى الهند، واستولى أحمد سنجر على خزينة الدولة. إلا أن بهرام عندما أعلمه بأنه سيطيعه من جديد عاد مرة أخرى إلى العرش.
وفي أعقاب وفاة أخيه الشقيق محمد (1118)؛ وعلى الرغم من مساعي سنجر للسيطرة على الممالك السلجوقية برمَّتها، بيد أنه اصطدم بامتناع الخليفة وأمراء وعُمَّال شقيقه المتوفَّى  عن إظهار الولاء له، بل على العكس من ذلك؛ فقد باتوا مصدر قلقٍ لهُ في القسم الشرقي من الممالك، وتزامن ذلك مع شقِّ أبناء أخيه عصا الطاعة وإعلانهم العصيان عليه، فقرر سنجر ترك خراسان صوب العراق لقمع المنتفضين عليه وهو ما تحقق له، فعاد إلى خراسان التي كاد يراها ومناطق ما وراء النهر وتركستان بمثابة قلب مملكته النابض.
وفي هذا الإقليم تحديداً؛ حرص على الدفاع عن مركز دولته في مواجهة خانية كاشغر وسمرقند والقراخانيين والقراخطائيين فضلاً عن سلاطين الغور وعلاء الدين أتسر خوارزمشاه والأخير الذي كان ربيب سنجر لكنه انقلب عليه. وفي خضم هذه المواجهات؛ خاض سنجر موقعتين مع منافسيه وهما:
- موقعة قطوان: التي جمعته بكورخان القراخطائي وذلك في شهر صفر من العام 536 هـ، وقد اندلعت المعركة قرب سمرقند، وتسببت في تعرُّض العسكر السلطاني لخسائر جسيمة، كما استطاع القراخطائي إحداث ضرر كبير في البلاد الإسلامية وما وراء النهر.
- الموقعة الثانية التي قصمت ظهر سنجر وجيشه، هي التي خاضها ضد طائفة الغُز وذلك في المحرم من العام 548 هـ، وأسفرت عن أسره ، كما أفرزت الحرب إحداث الغز دماراً واسعاً في منطقة ما وراء النهر وخراسان، كما أزهقوا أرواح مئات العلماء والسادة والأمراء.

أفلت سنجر من الأسر بعد ذلك، وعاد إلى خراسان، وجمع إليه أطرافه بمَرْو، وكان يريد أن يعود إلى ملكه، فأدركه أجله وذلك بعد 7 أشهر من أسره الذي دام نحو 5 أشهر.

## ألقابه

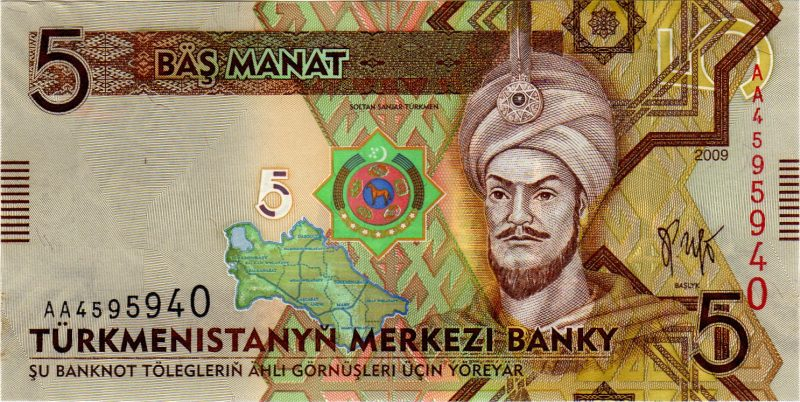
أحمد سنجر، كما يظهر في مقدمة الورقة النقدية من 5 مانات تركمانستان.

تلقّب السلطان سنجر بالسلطان الأعظم والسلطان سنجر تلقّب بألقاب عدة منها الملك المظفر ناصر الدين لأول مرة عندما تولّى الإمارة على خراسان سنة 490هـ/ 1096هـ، وعندما بسط نفوذه على بلاد ما وراء النهر لُقِّب بملك المشرق، وظل يُلقّب بالملك المظفر طوال حقبة حكم السلطان محمد، وعندما جلس السلطان سنجر على عرش السلطنة لَقّب نفسه بالسلطان الأعظم معز الدين والدنيا وهو لقب كان قد تلقب به والده السلطان ملكشاه، وتستمد ألقاب السلاطين عادة شرعيتها إذا ما صدرت عن الخليفة العباسي والتي تدل على سلطة الخليفة الشرعية على الأقاليم التابعة للدولة العباسية، ففي سنة 514هـ - 1119م خطب للسلطان سنجر بعد الخليفة والذي لقّبه بلقب شاهنشاه، ومن الألقاب الأخرى التي أُطلقت عليه لقب عضد الدولة.
وأُطلق على السلطان سنجر لقب ذي القرنين من لدن شعرائه بعد استيلائه على غزنة سنة 511هـ/ 1117م وهو لقب يبيّن مدى اتساع نفوذه.

## عائلته

### زوجته وذريته
تزوّج من السيدة تركان خاتون بنت أرسلان خان صاحب سمرقند، وقد صاحبت تركان خاتون زوجها في جميع أسفاره وحروبه، فتعرّضت للأسر مرتين الأولى عندما خسر السلطان معركة قطوان سنة 536هـ/ 1141م أمام القراخطائيين فافتداها بخمسمائة ألف دينار.
أما في المرة الثانية فقد أُسرت مع السلطان سنجر لما هزمه الغز سنة 548هـ / 1153م وكان السلطان سنجر طول أسره لم يفكّر بالهرب من أسره وفاءً لزوجته التي مكثت في أسرها ثلاث سنين حتى توفيت هناك سنة 551هـ.
وكان يولّي أبناء أخيه ولاية عهده، إذ ولّى السلطان محمود وليا لعهده ونائبا له في حكم العراق سنة 513هـ/ 1118م، ولما حضر السلطان سنجر الموت استخلف على خراسان ابن أخته محمود بن محمد بن بغراخان، مما يدل على عدم وجود أبناء ذكور للسلطان سنجر ليوليهم سلطنة السلاجقة في خراسان بعده، في حين أشارت المصادر إلى وجود بنات للسلطان إذ تزوج السلطان محمود بن محمد من ماه ملك خاتون ابنة سنجر بعد معركة ساوه سنة 513هـ/ 1118م. وكذلك تزوّج الخليفة العباسي المسترشد بالله 512هـ- 529هـ من ابنة سنجر، سنة 518هـ/ 1124م وبنى لها داراً فاخرة على نهر دجلة.

### إخوته
يأتي تسلسل السلطان سنجر العائلي بين إخوته الثالث للسلطان ملكشاه، بعد أخيه غير الشقيق السلطان بركيارق من زوجة السلطان ملكشاه زبيدة خاتون ومحمد أخيه الشقيق وأمهما واحدة هي تاج الدين السفرية وله شقيقة هي خاتون بنت ملكشاه، وللسلطان سنجر أخ ثالث هو محمود بن ملكشاه من زوجته تركان خاتون.

## صفاته

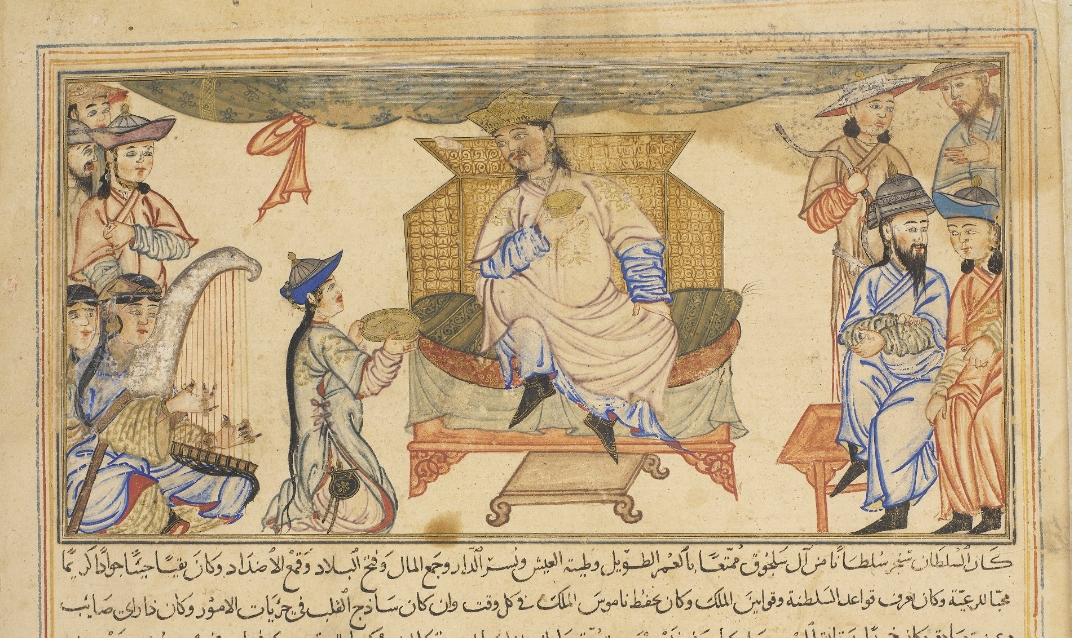
أحمد سنجر جالساً على عرشه.

وصف المؤرخ الحسيني السلطان سنجر بأنه رجل أسمر، عظيم البطن والهامة، جهير الصوت، به أثر للجدري، على يده اليمنى خال أو خالان.
وقد أورد ابن فندق ذكرا لإصابة السلطان سنجر بالجدري في صباه، إذ ذكر أن الشاعر والحكيم عمر الخيام كان قد أشرف على علاجه أثناء إصابته بالجدري عند ما كان سنجر صبياً وسمعه سنجر يوماً يقول لوزير والده عندما سأل عمر الخيام عن حالته رد قائلا الصبي مخوف فاغتم سنجر للأمر وحزن حزناً شديداً وظل يضمر الكراهية للشاعر عمر الخيام طوال حياته.

### شخصيته
- على الرغم من تميز الطابع العسكري على عصر السلطان سنجر إلّا أنه كانت لديه اهتمامات متعددة أضفَت على شخصيته المزيد من التألق وخاصة في مجال الثقافة والأدب رغم ما أُشيع عنه بأنه كان أُمّياً لا يجيد القراءة والكتابة، فقد شجّع سنجر الشعراء والكتاب حتى عُدَّ عصره من العصور المهمة في تاريخ الأدب الفارسي، لِما كان يوليه من رعاية للشعراء والكتاب وإثابته لهم حتى استخدم بعضهم في معاركه ضد خصومه.
- شجاعته: ودلّلت الوقائع التاريخية والمعارك التي خاضها السلطان سنجر منذ بدء تسلّمه إمارة خراسان سنة 490هـ/ 1097م، على أنه كان يمتاز بشجاعة وهمّة عالية مكَّنَتاهُ من قيادة دولته المترامية الأطراف فقد أدار دفة الحكم فيها لأكثر من ستين سنة على الرغم من صغر سنه حين توليه إمارة خراسان إذ لم يكن يتجاوز عمره أحد عشر سنة وهي حقبة طويلة لم يتسنَّ لغيره من السلاطين والملوك أن يستمروا في عرش السلطنة مثلما سنحت له الظروف، وقد وصفه اليزدي قائلا: جلس على مسند العز والرفعة والقدرة منذ سن النشوء والنمو إلى عنفوان عهد الصبا وقد أطاعه جبابرة العجم وأكاسرة العالم ودانوا بالطاعة والولاء.

وله مواقف في الشجاعة والثبات كثيرة وقد عبّر عنها في معركة قطوان قرب سمرقند التي خاضها مع القراخطائيين سنة 1142م وانهزم عسكر السلطان سنجر، وبقي هو واقفا في عدد قليل تحت الراية، كما وصفه ابن خلكان قائلا: كان من أعظم الملوك همة.
ومن مواقفه الشجاعة أنه كان يتحدّى الموت عند خوضه المعارك الضارية وعد الموت حقيقة واقعة لا مفر منها إذ كان يقول: ومن يئس من حياته لا يفكر في العواقب، ربما ينال الظفر بما يدفع عن نفسه.
- كرمه: اتصف بالعطاء والجود والكرم إذ أورد الحسيني يقول: ذكر عنه ظهير الدين الخازن أن السلطان سنجر بلغ ما أطلقه في خمسة أيام من العين سبعمائة ألف دينار، ومن الثوب الأطلس الأحمر ألف ثوب، غير الخيل والخلع واجتمعت في خزائنه ألف وثلاثون رطلاً من الجواهر وفرّق يوماً ألف ثوب من الديباج الأطلس على أُمرائه حتى لا يقال أنه مال إلى المال. واجتمعت الأموال في خزائن سلطنته ولم يكن يبالي بما اجتمع لديه من مال وذكر صاحب خزانته أنه كان يقول لسنجر: أما تنظر إلى مالك ؟ أما تحمد الله تعالى على ما أعطاك وانعم عليك؟ فحمد الله تعالى، ثم قال، يقبح بمثلي أن يقال مال إلى المال.

وقد لامه الكثير من خواصه وعاتبوه على الإسراف بالأموال فقال: أما رأيتموني افتح إقليماً يشتمل على أضعاف ما وهبته من المال، وأهبه بكلمة واحدة لمن أراه قبل السؤال.
- مع خصومه: على الرغم من الحزم والشدة التي اتسمت بهما شخصية السلطان سنجر إلّا أنه حمل صفة لم يكن غيره من السلاطين يتصف بها لأنها قد تعد مأخذا عليه وتشكل ثغرة في شخصيته العسكرية والسياسية، فقد كان كثير الصفح عن خصومه أذ أن الحلم والعفو من الصفات التي لازمت السلطان طول حياته.

فكان كلما ظفر بمعركة عفا وصفح عن خصمه، وربما يتكرر هذا الصفح لأكثر من مرة ومثال ذلك العفو الذي أصدره بحق سلطان غزنة بهرام شاه سنة 530هـ/1136م وذلك بعد حملة على غزنة واجهت السلطان وجيشه العديد من الصعوبات، لكن السلطان عفا عنه ورده إلى كرسي الحكم.
أما العفو الذي كان يحصل عليه خوارزم شاه اتسز صاحب إقليم خوارزم بعد كل تمرد يقوم به ضد سنجر فهو أمر جدير بالإشارة لتكراره، فالأول كان بعد هجومه على بخارى سنة 534هـ/1140م وأسر حاكمها وهدم قلعتها وعلى الرغم من ذلك نجد خوارزم شاه اتسز يعلن خضوعه للسلطان سنة 535هـ / 1141م ويطلب استعطافه وعفوه في رسالة بعث بها للسلطان سنجر فأشفق عليه وعفا عنه.
واستغل خوارزمشاه هذه الصفة في شخصية سنجر فأخذ يتمرد كل مرة ويطمح في الصفح والعفو حتى جار الزمان على سنجر وانكسر أمام قبائل الخطا التركية، وانتهز الفرصة وهاجم خراسان ونهب مرو وخزائنها، ولما حاصر السلطان سنجر خوارزم أدرك خوارزم شاه اتسز عدم قدرته على مواجهته فأرسل للسلطان يطلب العفو عما بدر منه ويعيد ما نهبه من خزائن السلطان، وأجابه السلطان على مطلبه وانعقد بينهما الصلح.
والصفح الآخر الذي أصدره السلطان سنجر لخوارزم شاه كان سنة 542هـ/ 1147م بعد محاولة خوارزم شاه اغتيال السلطان سنجر، ولما جرد السلطان حملة عسكرية إلى إقليم خوارزم وحاصر قلعتها، اضطر خوارزم شاه اتسز على طلب العفو من سنجر بعد أن أرسل أحد الزهاد يستعطفه ويطمع في عفوه فأشفق عليه وسبق عفو السلطان سيفه.

## وفاته
في الرابع عشر من شهر ربيع الأول سنة 552هـ/ 1157م توفي السلطان سنجر بن ملكشاه، عن عمر دام اثنتين وسبعين سنة، بعد أن أصابه القولنج والإسهال.

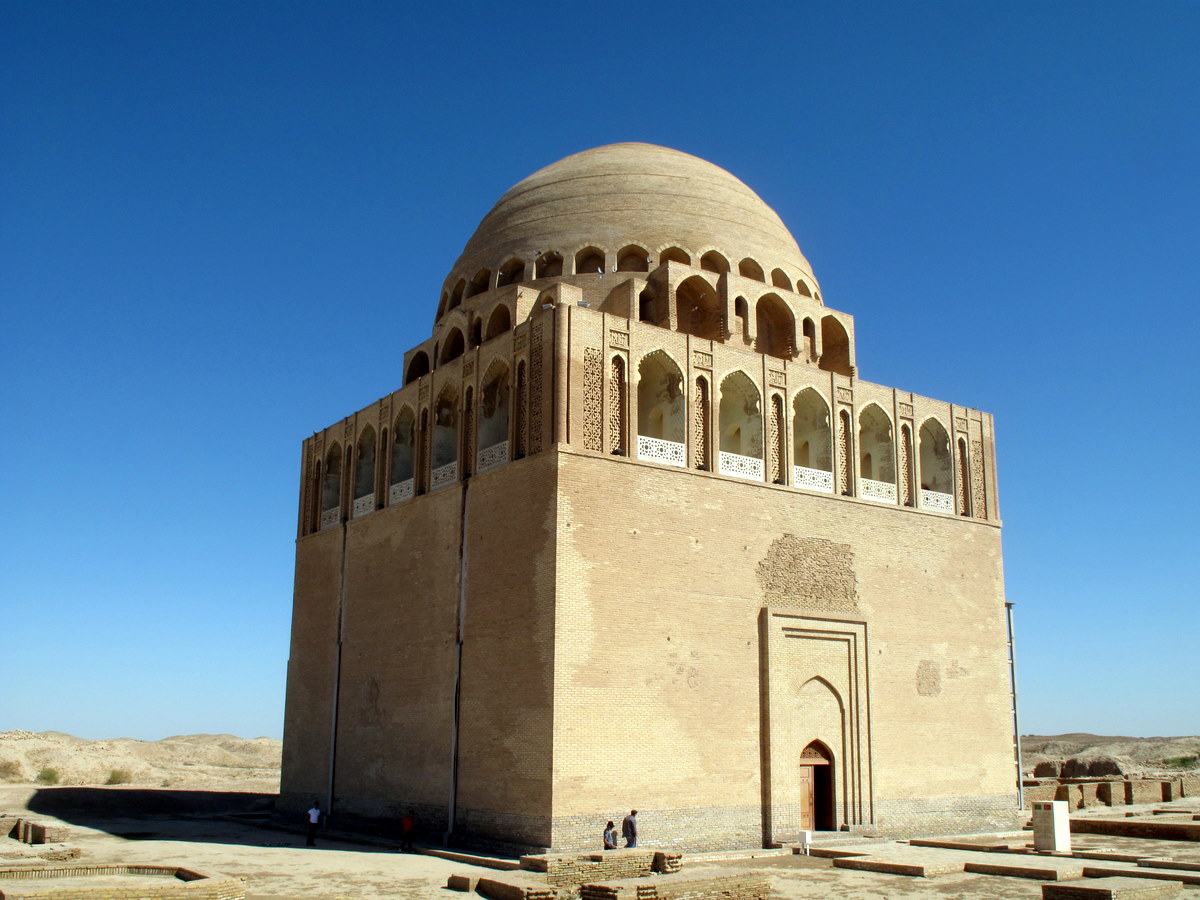
مرقد السلطان أحمد سنجر بمرو

دفن السلطان سنجر في مرو عاصمة ملكه في قبة بناها لنفسه أثناء حياته سماها دار الآخرة، وكانت المقبرة متصلة بمسجد تآكل بفعل الزمن، وهي عبارة عن مربع كبير توّجت حيطانه الأربعة بأروقة تقوم عليها جوانب القبة الكبيرة وزيّنت الحيطان الداخلية بكتابات وزخرفة بارزة بنماذج من الزهور.
ودامت حقبة حكمه اثنتين وستون سنة قضى اثنتين وعشرين منها ملكاً على خراسان، وأربعين منها سلطانا على السلاجقة. وخطب له على أكثر منابر الإسلام بالسلطنة ما يقارب من أربعين سنة.
يذكر في التاريخ أن المغول عند دخول مدينة مرو ونهبوها وقاموا بتفتيش البيوت بحثاً عن المتاع والذهب والفضة؛ فإنهم نبشوا قبر السلطان «سنجر»، واستمر هذا البحث لمدة ثلاثة أيام.
قال ابن الجوزي: لما جاء خبر موته إلى بغداد، قطعت خطبته، ولم يعقد له عزاء.

## طالع أيضًا
- فخر الملك
- اختيار الدين أي طاق: غلامه وحاكم جرجان ودهستان لاحقًا